# Дайнеко, Виктория Петровна
Викто́рия Петро́вна Дайне́ко (род. 12 мая 1987, Кировский, Талды-Курганская область, Казахская ССР) — российская певица и актриса. Победительница «Фабрики звёзд-5» (2004) и «Фабрики звёзд. Возвращение» (2011). Заслуженный артист Карачаево-Черкесской Республики (2015).

## Биография

### Ранние годы
Родилась 12 мая 1987 года в посёлке Кировский Талды-Курганской области.
Детство провела в Якутии, в городе Мирный. С детства мечтала стать эстрадной певицей, но взрослые не воспринимали её желание всерьёз. Родители — Пётр и Евгения Дайнеко, программисты, отдали дочь в балет «Алмазы Якутии»; Дайнеко занималась танцами до 11-летнего возраста.
В школьные годы начала выступать на различных музыкальных площадках Мирного, преимущественно перепевая чужие хиты. Она делала успехи, поэтому её пригласили сначала в местную эстрадную группу «Отражение», а затем в группу под названием «Фаэтон».
В школьные годы занималась английским языком, в 17 лет приехала учиться в Москву и поступила на факультет иностранных языков Московского авиационного института, но проучилась всего несколько месяцев, прежде чем попала на «Фабрику звёзд 5».

### Карьера
В 2004 году в возрасте 17 лет стала участницей телепроекта Первого канала «Фабрика звёзд 5» под руководством певицы Аллы Пугачёвой, где одержала победу и получила квартиру в Москве. В рамках телепроекта Дайнеко исполнила две сольные песни — «Я буду лучше» (муз. О. Воляндо, сл. К. Арсенев) и «Лейла» (муз. И. Матвиенко, сл. И. Матвиенко, Ю. Бужилова). Был снят клип на песню «Снилось мне» (муз. А. Маршал, сл. К. Кавалерян), произведение с Дайнеко исполнял Александр Маршал.
После окончания телепроекта с Дайнеко начал серьёзную работу Игорь Матвиенко. Дебютный клип певицы на песню «Лейла» (муз. И. Матвиенко, сл. Ю. Бужилова) был снят в 2005 году в Таиланде. Далее последовали новые песни, с которыми Дайнеко выступала на различных площадках, новые клипы. В то же время жизнь Дайнеко часто обсуждалась в прессе — в 2006 году у певицы был роман с солистом группы «Корни» Павлом Артемьевым. Но роман был недолгим, оставив после себя след — сюжет клипа на песню Дайнеко «Я просто сразу от тебя уйду» (муз. И. Матвиенко, сл. О. Ровная) по задумке режиссёра Виктора Придувалова, был тесно связан с клипом группы «Корни» на хит «Хочешь я тебе спою».
В начале 2007 года записала саундтрек к фильму «В ожидании чуда» — «Фильм не о любви» (муз. И. Матвиенко, сл. О. Ровная). Параллельно со съёмками фильма был снят видеоклип на эту песню. Осенью 2007 года была представлена в номинации «Лучшая исполнительница» в церемонии MTV Russia Music Awards, в итоге уступив певице МакSим. Также стала победительницей премии канала Fashion TV в номинации «Fashion-певица 2007 года».
В начале этого же года снялась для апрельского номера журнала Playboy, выступая в прямом эфире Станции 2.0, выражала сожаления по этому поводу. Позже говорила, что и она сама, и вся её семья фотосессией довольны.
В том же 2007 году участвовала в проекте «Ледниковый период» с Алексеем Ягудиным, с которым дошла до финала проекта. Совместно была записана песня «Иголка» (муз. И. Матвиенко, сл. О. Ровная), на которую был снят видеоклип. В 2007 году Дайнеко сыграла саму себя в эпизодической роли в телесериале «Счастливы вместе», а также озвучила главную героиню Панти в мультфильме «Ноев ковчег».
6 марта 2008 года был выпущен дебютный альбом «Иголка», который стал своеобразным «сборником хитов певицы», так как это был первый альбом за три года работы.
Зимой 2008 года принимала участие в телеигре «Кто хочет стать миллионером?» с Алексеем Ягудиным. Весной 2009 года принимала участие в проекте Первого канала «Две звезды 2009», где в паре с актёром Александром Олешко заняла 3-е место.
В конце 2010 года озвучила главную героиню мультфильма «Рапунцель: Запутанная история».
В 2011 году участвовала в проекте «Фабрика звёзд. Возвращение», где соревновались выпускники «Фабрики звёзд» разных лет. Дайнеко входила в команду продюсера Игоря Матвиенко. Дайнеко победила в проекте, ей отдали предпочтение 19 % зрителей, принявших участие в голосовании.
12 мая 2014 года состоялась премьера клипа на сингл «Бей себя». 25 ноября 2014 года состоялась премьера первого англоязычного альбома под названием V.
В мае 2015 года удостоилась звания «Заслуженный артист Карачаево-Черкесии».
В ноябре 2015 года вышла песня «Эти ночи», но уже в январе 2016-го года был снят клип на данную композицию.
В ноябре 2016 года на экраны вышел мультфильм «Тролли», одного из персонажей которого озвучила Дайнеко.
1 февраля 2019 года вышел новый альбом «Магнитные».
В 2023 году стала участницей седьмого сезона шоу «Три аккорда» на Первом канале.
В 2023 году приняла участие в 4 сезоне шоу «Маска» на НТВ в образе Феникса. В шестом выпуске, вышедшем в эфир 19 марта 2023 года, маска Феникса была разоблачена.
С февраля 2024 года один из голосов Радио Гордость.
В 2024—2025 годах приняла участие в 3 сезоне шоу «Фантастика» на Первом канале в образе Био Ники. Продержалась до финала, заняла четвёртое место.

### Личная жизнь
После романа с солистом группы «Корни» Павлом Артемьевым встречалась с другим представителем этого коллектива, певцом Дмитрием Пакуличевым. Их отношения закончились разрывом. В конце лета 2011 года начала встречаться с Алексеем Воробьёвым, с которым они были вместе вплоть до мая 2012 года.
С октября 2014 года встречалась с барабанщиком группы DrumCast Дмитрием Клейманом и 14 апреля 2015 вышла за него замуж. 3 октября 2015 года у пары родилась дочь Елизавета (ранее сообщалось, что девочку зовут Лидия). В 2017 году Дайнеко и Клейман развелись.
16 марта 2025 года российский бизнесмен Беркели Овезов прилюдно сделал Виктории предложение на стадионе во время футбольного матча. 28 апреля 2025 года Дайнеко вышла за Овезова замуж. Платье для церемонии Виктории сшил знаменитый российский бренд Edem Couture. 

### Общественная деятельность
На выборах в Государственную думу 2021 года возглавила предвыборный список партии «Зелёная альтернатива».
В 2022 году приняла участие в патриотическом марафоне «Zа Россию» в поддержку нападения на Украину.
Осенью 2022 года, в числе других провластных звёзд российской эстрады поддерживающих российскую агрессию против Украины, приняла участие в записи песни и пропагандистского клипа «Встанем».
22 февраля 2023 года выступила на провоенном политическом митинг-концерте в Лужниках.
В середине июня 2023 года поддержала и присоединилась к предложению выплачивать премию российским военным и гражданским за подбитые танки Leopard украинских военных из личных средств.

## Санкции
После российского вторжения на Украину Дайнеко была внесена ФБК в список коррупционеров и разжигателей войны, с предложением введения против неё международных санкций из-за участия в концертах в поддержку войны против Украины.
В конце марта 2022 года Латвия запретила Дайнеко въезд в страну из-за поддержки вторжения и оправдывания российской агрессии.
7 января 2023 года внесена в санкционные списки Украины как «участница провоенного митинга Владимира Путина», потому что она «сыграла важную роль в российской пропаганде и поддержала российскую политику, подрывающую территориальную целостность, суверенитет и независимость Украины, аннексию Крыма».
3 февраля 2023 года внесена в санкционный список Канады «российских агентов дезинформации» как причастная к распространению российской дезинформации и пропаганды.

## Работы

### Дискография
- 2008 — «Иголка»
- 2014 — «V»
- 2018 — «Смайлы»
- 2019 — «Магнитные»
- 2021 ― «Я ― зима» (EP)

### Видеоклипы
| Год  | Клип                                                               | Режиссёр            | Альбом          |
| ---- | ------------------------------------------------------------------ | ------------------- | --------------- |
| 2004 | «Снилось мне» (совместно с Александром Маршалом)                   | Марат Адельшин      | без альбома     |
| 2005 | Лейла                                                              | Дмитрий Захаров     | «Иголка»        |
| 2006 | «Я просто сразу от тебя уйду»                                      | Виктор Придувалов   | «Иголка»        |
| 2007 | «Фильм не о любви» (OST В ожидании чуда)                           | Евгений Бедарёв     | «Иголка»        |
| 2007 | «Иголка» (совместно с Алексеем Ягудиным)                           | Марат Адельшин      | «Иголка»        |
| 2007 | «Я буду жить» (OST Ноев ковчег)                                    | Виктор Придувалов   | «Иголка»        |
| 2008 | «Стоп, куда же я иду»                                              | Виктор Придувалов   | «Иголка»        |
| 2008 | «Глаза в глаза» (совместно с группой Корни) (OST Тариф новогодний) | Евгений Бедарёв     | без альбома     |
| 2009 | «Клякса»                                                           | Оксана Шкворникова  | «Смайлы»        |
| 2009 | «Мой ангел (Ремикс)» (OST Наша Маша и Волшебный орех)              | Максим Кудеров      | без альбома     |
| 2011 | «Сотри его из memory»                                              | Владимир Якименко   | без альбома     |
| 2011 | «Девушка на миллион»                                               | Константин Черепков | без альбома     |
| 2012 | «Ближе, чем танго»                                                 | неизвестно          | без альбома     |
| 2012 | «Mirror, mirror»/«Мира мало» (совместно с T-killah)                | Хиндрек Маасик      | без альбома     |
| 2013 | «Дыши»                                                             | Марат Адельшин      | без альбома     |
| 2014 | «Бей себя»                                                         | Марат Адельшин      | «Смайлы»        |
| 2015 | «Жить вдвоём»                                                      | Мария Ефремова      | без альбома     |
| 2016 | «Эти ночи»                                                         | Андрей Томашевский  | без альбома     |
| 2018 | «С Новым годом, мой ЛЧ» (совместно с Алексеем Воробьёвым)          | Алексей Воробьёв    | без альбома     |
| 2019 | «Твоя девочка»                                                     | Григорий Шмаков     | «Магнитные»     |
| 2021 | Если бы знал ты                                                    | Игорь Рудник        | «Я — зима (ЕР)» |

### Фильмография
| Год  | Название                      | Роль                    |
| ---- | ----------------------------- | ----------------------- |
| 2006 | Клуб                          | камео                   |
| 2007 | Счастливы вместе              | камео                   |
| 2007 | Первый дома                   | камео                   |
| 2007 | Ноев ковчег                   | пантера Панти (озвучка) |
| 2010 | Рапунцель: Запутанная история | Рапунцель (озвучка)     |
| 2011 | Всё включено!                 | Вика                    |
| 2012 | Zолушка                       | камео                   |
| 2016 | Тролли (мультфильм)           | Розочка (озвучка)       |
| 2018 | Ральф против интернета        | Рапунцель (озвучка)     |
| 2018 | Улётный экипаж                | Наташа                  |
| 2020 | Тролли. Мировой тур           | Розочка (озвучка)       |

## Награды и номинации
| Год  | Премия                                               | Номинация                                                                                | Номинированная работа                                         | Результат |
| ---- | ---------------------------------------------------- | ---------------------------------------------------------------------------------------- | ------------------------------------------------------------- | --------- |
| 2004 | «Фабрика Звёзд-5. Аллы Пугачёвой»                    |                                                                                          | Виктория Дайнеко                                              | Победа    |
| 2004 | «Новые песни о главном»                              | Диплом фестиваля                                                                         | «Лейла»                                                       | Победа    |
| 2005 | «Новые песни о главном»                              | Диплом фестиваля                                                                         | «Я буду лучше»                                                | Номинация |
| 2005 | «MTV Russia Music Awards»                            | «Лучший дебют»                                                                           | Виктория Дайнеко                                              | Номинация |
| 2006 | «ZD Awards»                                          | «Солистка года»                                                                          | Виктория Дайнеко                                              | Номинация |
| 2006 | «Золотой граммофон»                                  | Статуэтка «Золотого граммофона»                                                          | «Я просто сразу от тебя уйду»                                 | Победа    |
| 2006 | «Новые песни о главном»                              | Диплом фестиваля                                                                         | «Я просто сразу от тебя уйду»                                 | Победа    |
| 2007 | «MTV Russia Music Awards»                            | «Лучшая исполнительница»                                                                 | Виктория Дайнеко                                              | Номинация |
| 2007 | «Песня года»                                         | Лауреат фестиваля                                                                        | «Фильм не о любви»                                            | Победа    |
| 2007 | «Золотой граммофон»                                  | Статуэтка «Золотого граммофона»                                                          | «Фильм не о любви»                                            | Победа    |
| 2008 | «Песня года»                                         | Лауреат фестиваля                                                                        | «Стоп, куда же я иду»                                         | Победа    |
| 2008 | «Золотой граммофон»                                  | Статуэтка «Золотого граммофона»                                                          | «Стоп, куда же я иду»                                         | Победа    |
| 2008 | «Золотой граммофон»                                  | Статуэтка «Золотого граммофона»                                                          | «Мой адмирал» (с Любэ)                                        | Победа    |
| 2009 | «Премия Муз-ТВ»                                      | «Лучший саундтрек»                                                                       | «Мой адмирал» (с Любэ)                                        | Номинация |
| 2009 | «Премия Муз-ТВ»                                      | «Лучшая исполнительница»                                                                 | Виктория Дайнеко                                              | Номинация |
| 2010 | «Русский Топ»                                        | «Лучшая певица года»                                                                     | Виктория Дайнеко                                              | Номинация |
| 2011 | «Фабрика Звёзд-8. Возвращение»                       |                                                                                          | Виктория Дайнеко                                              | Победа    |
| 2011 | «Fashion People Awards»                              | «Fashion песня»                                                                          | «Сотри его из Memory»                                         | Победа    |
| 2011 | «Премия RU.TV»                                       | «Лучший рингтон»                                                                         | «Сотри его из Memory»                                         | Номинация |
| 2011 | «Песня года»                                         | Лауреат фестиваля                                                                        | «Сотри его из Memory»                                         | Победа    |
| 2011 | «Золотой граммофон»                                  | Статуэтка «Золотого граммофона»                                                          | «Сотри его из Memory»                                         | Победа    |
| 2011 | «Красная звезда»                                     | «Лучшая песня»                                                                           | «Сотри его из Memory»                                         | Победа    |
| 2011 | «Радио Поток»                                        | «Лучшие песни 2011 года»                                                                 | «Сотри его из Memory»                                         | Победа    |
| 2012 | Благодарность Президента Российской Федерации.       | "За активное участие в организации и проведении праздника «День семьи, любви и верности» | Удостоена Благодарности Президента Российской Федерации       | Победа    |
| 2012 | «Love Radio Awards»                                  | «Дуэт года»                                                                              | T-killah и Виктория Дайнеко                                   | Номинация |
| 2012 | «Русский Топ»                                        | «Лучшая певица года»                                                                     | Виктория Дайнеко                                              | Номинация |
| 2013 | «Русский Топ»                                        | «Лучшая певица года»                                                                     | Виктория Дайнеко                                              | Номинация |
| 2013 | «Реальная премия MusicBox»                           | «Лучшая певица года»                                                                     | Виктория Дайнеко                                              | Номинация |
| 2013 | «Золотой граммофон»                                  | Статуэтка «Золотого граммофона»                                                          | «Дыши»                                                        | Номинация |
| 2013 | «Красная звезда»                                     | «Лучшая песня»                                                                           | «Дыши»                                                        | Победа    |
| 2014 | «Love Radio Awards»                                  | «Лучшая отечественная исполнительница»                                                   | Виктория Дайнеко                                              | Номинация |
| 2014 | «Русский Топ»                                        | «Лучшая певица года»                                                                     | Виктория Дайнеко                                              | Номинация |
| 2014 | «Русский Топ»                                        | «Лучший альбом года»                                                                     | «V»                                                           | Номинация |
| 2015 | «Заслуженный артист Карачаево-Черкесской Республики» | «За многолетний добросовестный труд и заслуги в области культуры»                        | «Звание Заслуженной артистки Карачаево-Черкесской Республики» | Победа    |
| 2015 | «Премия Муз-ТВ»                                      | «Лучшая песня на иностранном языке»                                                      | «R.E.D.»                                                      | Номинация |
| 2015 | «Премия RU.TV»                                       | «Самое сексуальное видео»                                                                | «Бей себя»                                                    | Номинация |
| 2016 | «Золотой граммофон»                                  | Статуэтка «Золотого граммофона»                                                          | «Жить вдвоём»                                                 | Победа    |
| 2016 | «Русский Топ»                                        | «Лучшая певица года»                                                                     | Виктория Дайнеко                                              | Номинация |
| 2016 | «Премия RU.TV»                                       | «Мама года»                                                                              | Виктория Дайнеко                                              | Номинация |
| 2016 | «Премия RU.TV»                                       | «Свадьба года»                                                                           | Виктория Дайнеко и Дмитрий Клейман                            | Победа    |